# Anne Woudwijk

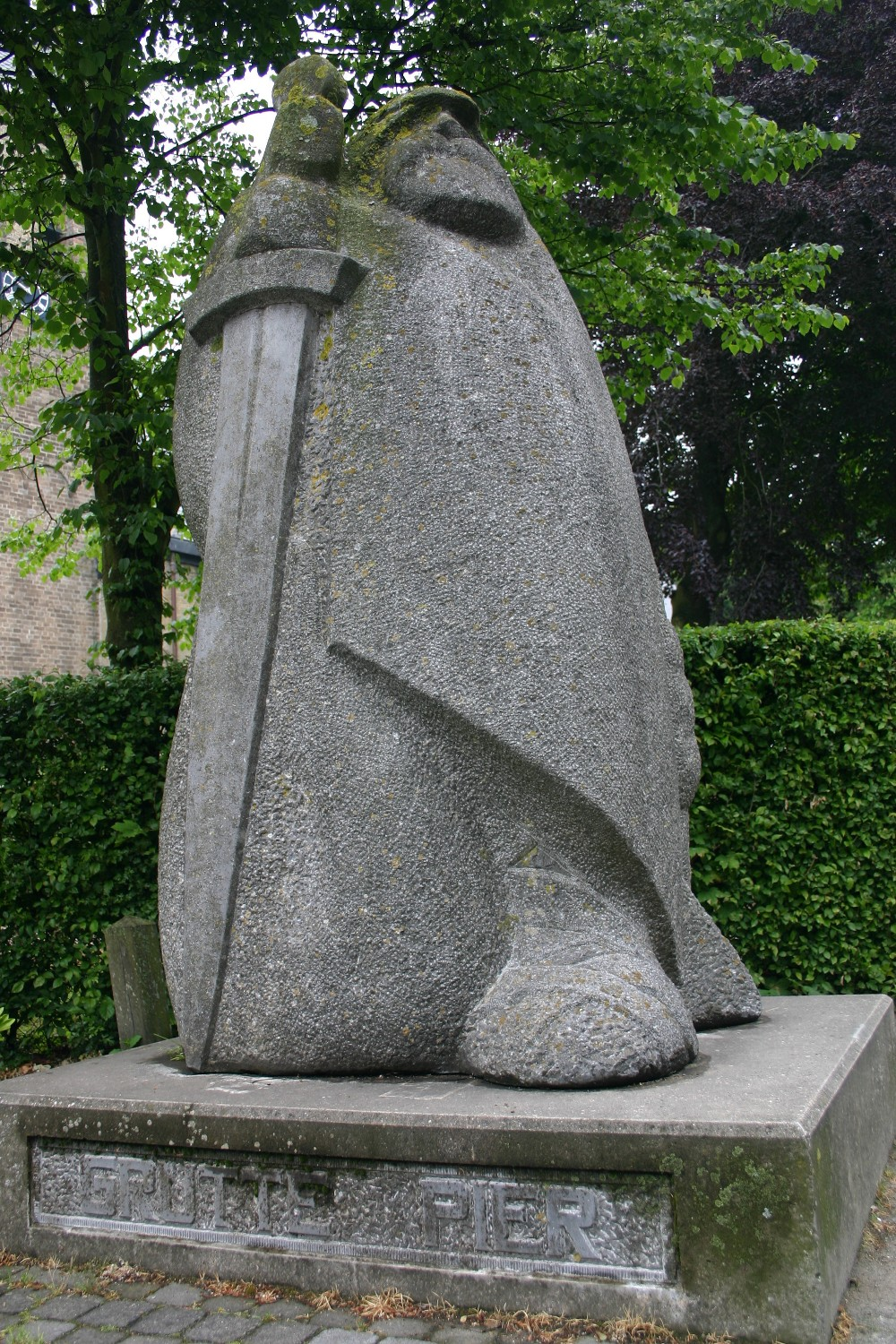
Statue von Grote Pier in Kimswerd, 1985

Anne Woudwijk (* 11. Mai 1952) ist ein friesischer Bildhauer aus Drachten. Er schuf eine Reihe von öffentlichen Kunstwerken zwischen den 1970er und 1990er Jahren. Seine Tochter Roelie Woudwijk ist ebenfalls Bildhauerin.

## Skulpturen im öffentlichen Raum
- Anti apartheidsbeeld, 1986, Drachten
- Bintje, 1999, Sumar
- Bouwen, 1987 Drachten
- Circusolifantje, 1998, Jirnsum
- De Mierenhoop, 1982, Sneek
- De Steenbok, 1995, Drachten
- De Wolf, 1996, Terherne
- Familie rondom ster, 1992, Drachten
- Franciscus van Assisi, 1989, Drachten
- Fries paard met veulen en kind, 1986, IJlst
- Ganzentrek, 1992, Drachten
- Grutte Pier, 1985, Kimswerd
- Hondje, 1995, Drachten
- Indiaan, 1986, Leeuwarden
- Korhoen, 1997, Fochteloo
- Legendae van de ossen, 1994, Nijland
- Menhir, 1982, Dokkum
- Pim Mulier, 1986, Witmarsum
- Schippersvrouw, 1982, Tytsjerk
- Skatsjes, 1988, Drachten
- Sprong van de ree, 1990 Oranjewoud
- Van kikkerdril tot kikker, 1979, Heerenveen
- Wanneer de maan het landschap verandert, huilen de wolven, 1997, Katlijk
- ohne Titel, 1995, Opeinde
- ohne Titel, ohne Jahresangabe, Nij Beets
- ohne Titel, 1976, Drachten